# Famiglia di motori a razzo SpaceX

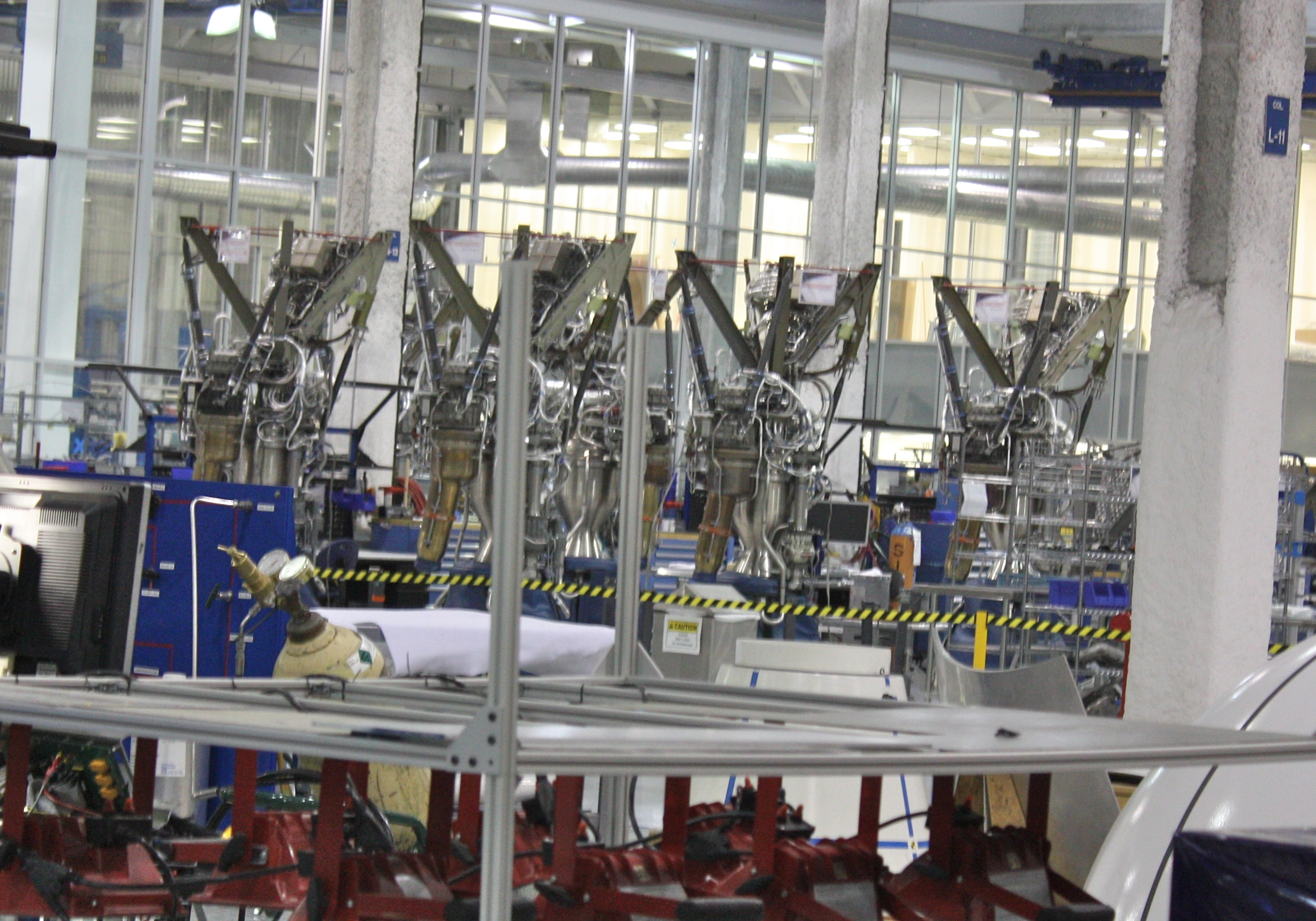
Motori Merlin in costruzione

Dalla sua fondazione nel 2002 SpaceX ha sviluppato tre famiglie di motori a razzo: Merlin, Kestrel e Draco; e ne sta sviluppando una quarta: il Raptor.

## Storia
Nei suoi primi dieci anni SpaceX ha sviluppato diversi motori a propellente liquido più un ulteriore modello in fase di progettazione. A gennaio 2016 tutti i motori prodotti: Kestrel, Merlin 1, Draco e SuperDraco, sono stati sviluppati per essere usati su uno dei lanciatori della compagnia: Falcon 1, 9 o Heavy; oppure sulla capsula Dragon. Ogni motore sviluppato prima del 2012 era progettato per consumare RP-1 e ossigeno liquido (LOX), mentre i propulsori RCS consumano propellente ipergolico.
Nel novembre 2012, alla conferenza della Royal Aeronautical Society a Londra, la SpaceX ha annunciato il piano di sviluppare un propulsore alimentato a metano per i futuri vettori. Questi motori useranno un ciclo a combustione stadiata per aver una maggiore efficienza, simile a quella del motore prodotto dall'ex-URSS NK-33.
A metà 2015 SpaceX ha sviluppato nove diversi tipi di motore nei primi tredici anni di esistenza.

## Motori RP-1/LOX
SpaceX ha sviluppato due motori al cherosene (RP-1) nel 2012: il Merlin 1 e il Kestrel; e ha pubblicamente discusso la possibilità di creare una versione più potente ed efficiente del Merlin: il Merlin 2. Il Merlin 1 era impiegato nel primo stadio del Falcon 1 (il secondo impiegava un motore Kestrel), nel primo e nel secondo del Falcon 9 e Heavy e anche nei dimostratori tecnologici Grasshopper e F9R Dev 1.

### Merlin 1
Il Merlin 1 è una famiglia di motori a razzo RP-1/LOX sviluppata tra il 2003 e il 2013. Le versioni A e B impiegavano un ugello raffreddato per mezzo dell'ablazione di una struttura composita in fibra di carbonio. Il Merlin 1A poteva erogare 340 kN ed era usato per il primo stadio del Falcon 1, per i primi due voli nel 2006 e 2007. Il Merlin 1B era dotato di una turbopompa più potente ed era più potente, ma non è mai stato utilizzato durante un lancio poiché la SpaceX passò direttamente alla versione 1C.
Il Melin 1C utilizza un ugello e una camera di combustione a raffreddamento rigenerativo. Il primo test che simulava un intero ciclo di missione si è svolto nel 2007, mentre la sua prima missione è avvenuta nell'agosto 2008, durante il terzo volo del Falcon 1, tale volo fu il primo razzo a propellente liquido finanziato da privato a raggiungere l'orbita con successo; è stato poi impiegato nell'ultimo volo del Falcon 1 e  nelle prime cinque missioni del Falcon 9 v1.0, tra il 2010 e il 2013.
Anche il Melin 1D, sviluppato tra il 2011 e il 2012, possiede la stessa [[camera di combustione]] e lo stesso ugello a raffreddamento rigenerativo della versione C. Questo modello ha una spinta nel vuoto di 690 kN, un impulso specifico di 310 s, un rapporto di espansione maggiore (16 contro i 14,5 del Merlin 1C) e una pressione nella camera di combustione di 9.7 MPa. Una nuova miglioria aggiunta al motore è la capacità di variare la spinta dal 70% al 100% del massimo. Il motore ha il più alto rapporto potenza-peso di qualunque altro motore a razzo: 150:1. Il primo volo della versione D fu sulla missione inaugurale del Falcon 9 v1.1. Il 29 settembre 2013, durante la sesta missione del Falcon 9, in cui è stata lanciata con successo la sonda CASSIOPE, è stata per la prima volta testata la capacità di riaccensione del motore. Step fondamentale per il progetto di rendere i lanciatori SpaceX completamente riutilizzabili.

### Kestrel
Il Kestrel è stato un motore a razzo alimentato dalla miscela RP-1/LOX sviluppato dalla SpaceX per il secondo stadio del Falcon 1. Fu progettato con la stessa architettura del Merlin ma senza la pesante turbopompa, sfruttando la pressione dei serbatoi per il flusso di carburante. La camera di combustione era raffreddata da materiale ablativo mentre l'ugello, fabbricato in una lega ad alta resistenza composta da niobio, sfruttava il calore radiante. Il controllo della direzione di spinta (TVC - Thrust Vectoring Control) lungo gli assi di beccheggio e imbardata era garantito da attuatori elettro-meccanici, mentre il rollio era controllato da getti a freddo di elio.

## Motori a Metano
Nel novembre del 2012, il CEO della SpaceX Elon Musk annunciò un nuovo obbiettivo per quanto riguarda i propulsori della compagnia: progettare un motore metano/LOX. Questa scelta è fondamentale per supportare il programma di sviluppo delle tecnologie per raggiungere Marte. Non ci sono piani per lo sviluppo di uno stadio superiore a metano per i vettori della famiglia Falcon. Questo programma è focalizzato sullo sviluppo del motore Raptor da utilizzare nelle missioni verso Marte.

### Raptor

Da sinistra a destra: un uomo (alto 1,80 m), un Falcon 9 v 1.0 e un Falcon 9 v1.1 (3,7 metri di diametro) e il primo stadio del Mars colonial transfer (10 m) equipaggiato con 9 motori Raptor.

Il Raptor è un motore a metano in fase di sviluppo dalla fine degli anni 2000, sebbene in origine il mix LH2/LOX fosse quello scelto agli inizi della progettazione, nel 2009. Quando fu usato per la prima volta dalla SpaceX il termine "Raptor" era riferito esclusivamente ad un progetto per uno stadio superiore. SpaceX, nell'ottobre 2013, annunciò l'intenzione di sviluppare una serie di motori a metano, indicando inizialmente che ogni motore avrebbe prodotto 2,94 MN di spinta nel vuoto. Nel febbraio 2014 fu annunciato che il Raptor sarebbe stato impiegato sia su un nuovo stadio superiore sia sull'enorme primo stadio del Mars Colonial Transporter (10 metri di diametro, ovvero come il primo stadio del Saturn V). Ogni stadio userà nove Raptor, come sul primo stadio del Falcon 9 dove vengono tuttora utilizzati nove Merlin 1D. Il mese successivo (marzo 2014) SpaceX confermò che tutto il lavoro di progettazione del Raptor si era concentrata su quest'ultimo progetto, lasciando da parte lo sviluppo della versione più piccola per lo stadio superiore.
Il motore Raptor userà il ciclo a precombustione a flusso completo, più efficiente e teoricamente più affidabile, a differenza dei Merlin precedente sviluppati che impiegavano un ciclo aperto e un generatore di gas. Nel febbraio 2014 fu progettato di far raggiungere al Raptor 4.4 MN di spinta e un impulso specifico nel vuoto di 363 secondi, 321 secondi al livello del mare.
Il primo test è stato programmato per gli inizi di maggio 2014. Il primo elemento ad essere stato testato fu l'iniettore di carburante.
Il ciclo a precombustione a flusso completo del Raptor fara sì che il 100 per cento dell'ossidante e del carburante azionino le rispettive turbine. Entrambi i proellenti saranno completamente nella fase di gas prima di entrare nella camera di combustione. Prima del 2014 solo due progetti simili erano stati sviluppati a sufficienza per raggiungere la fase di testaggio: il progetto sovietico degli anni '60 RD-270 e il dimostratore tecnologico della Aerojet Rocketdyne Integrated powerhead, sviluppato nei primi anni 2000.
Sono previste altre caratteristiche del design a flusso completo per migliorare ulteriormente le performance e l'affidabilità, con la possibilità di scegliere quale qualità prediligere:
- Eliminando l'intecapedine tra le due turbine, punto molto delicato nei motori a razzo
- È necessaria una pressione minore nel sistema idraulico, incrementando la vita operativa e riducendo il rischio di guasti catastrofici
- Possibilità di aumentare la pressione nella camera di combustione, aumentando le performance del motore
- Uso gas più freddi, quindi sono fornite le stesse performance di una combustione stadiata normale, ma lo stress dei materiali è minore; così facendo si riducono la fatica dei metalli o il peso del motore.[15]

## Motori ipergolici

### Draco
Il Draco è un motore ipergolico che utilizza un mix di monometilidrazina e tetraossido di azoto. Ogni motore Draco produce 400 N di spinta. Sono utilizzati a bordo della capsula Dragon e sul secondo stadio del Falcon 9 come reaction control system.

### SuperDraco
Il SuperDraco utilizza gli stessi propellenti ipergolici del Draco ma ne produce quasi 200 volte la spinta (67 kN), facendo di esso il terzo motore più potente progettato dalla SpaceX. Per confronto sviluppa un nono della potenza del Merlin ma il doppio della potenza del Kestrel usato sul secondo stadio del Falcon 1. Sarà usato come Launch Escape System a bordo della capsula Dragon V2 che trasporterà equipaggi verso l'orbita terrestre bassa; e come sistema di controllo del rientro e atterraggi della sonda Red Dragon su Marte.